# Detector Mario Schenberg
O Detector Mario Schenberg é um detector esférico de ondas gravitacionais que conta com uma parceria entre pesquisadores do Instituto de Física da Universidade de São Paulo (IFUSP), do Instituto Nacional de Pesquisas Espaciais (INPE), da Universidade de Leiden, da Holanda, do Centro Federal de Educação Tecnológica de São Paulo (Cefetsp), da Universidade Bandeirante (Uniban) e do Instituto Tecnológico de Aeronáutica (ITA). Basicamente o detector consiste de uma massa de ressonância (esfera) e um conjunto de transdutores paramétricos, a fim de monitorizar os modos fundamentais de vibração. Quando acoplado à antena, o sistema transdutor-esfera funciona como um sistema massa-mola. O nome do detector foi dado em homenagem ao físico brasileiro Mário Schenberg (1914-1990), ex-professor do Instituto de Física da USP.
Ele foi o primeiro aparelho de toda a América Latina e começou a ser construído em 2000, como fruto do Projeto Gráviton. Apoiado pela Fundação de Amparo à Pesquisa do Estado de São Paulo (FAPESP), o projeto foi coordenado por Odylio Denys de Aguiar, do Instituto Nacional de Pesquisas Espaciais.

## Descrição
O detector consiste em um aparato cujo principal componente é uma esfera de cobre-alumíno de mais de uma tonelada, resfriada a poucos centésimos de grau acima do zero absoluto por meio de hélio líquido. Nessa temperatura, praticamente cessa toda a agitação atômica, possibilitando que as fraquíssimas ondas gravitacionais sejam observadas sem a indesejável interferência do ruído térmico. O detector destaca-se dos demais por ser esférico, ou seja, as ondas gravitacionais são detectadas pela "antena" do aparelho - uma grande esfera metálica de mais de uma tonelada, composta de cobre com 6% de alumínio.